# Enguindado
El guindado o enguindado es un tipo de mistela elaborada principalmente con aguardiente y guindas.

## Historia
El enguindado o también conocido como licor de guindas, es una bebida alcohólica, la cual es un tipo de la mistela. Se presume que se creó en la época colonial, debido al aumento de la fruticultura de distintos tipos de árboles frutales en huertos y jardines. En el siglo XVIII, el guindo era el séptimo árbol más cultivado. Agregándole a las guindas aguardiente y utilizando la correspondiente destilación, se crea en las familias chilenas la costumbre de tener un botella de enguindado.
La mistela viene de la flor de una planta que los chilenos denominaron flor de mistela, la cual es de color púrpura. Gracias a este hermoso color empezó la búsqueda de mistelas de distintos colores, de ahí surgió el enguindado, gracias al color rojo de las guindas.
En el siglo XVIII uno de los recursos de la coquetería femenina fue las mistelas y su lenguaje.

## Preparación
Se les quita el palo a las guindas y se lavan en agua ardiente. Se echan en un frasco y se llena este de aguardiente. Se tapa bien para que no le penetre nada de aire. Cuando se quieran tomar (generalmente más de dos meses), se destapa y se le quita todo el aguardiente y se llena de almíbar grueso. Se tapan y se dejan quince días sin molerlas para que se penetre del azúcar. Esta es la versión más antigua que se tiene del enguindado la cual aparece en el libro "El confitero Chileno".
Con el paso de los tiempos la receta se ha ido modificando, si bien los ingredientes siempre son los mismos, algunas personas le agregan clavos de olor o canela, igualmente las cantidades de los ingredientes puede variar dependiendo de cuanto se haga o de que tan fuerte se prefiera. La misma preparación se ha ido modificando con el tiempo, algunas personas primero ponen el agua ardiente con las guindas, las cuales se debaten si son normales o deshidratas, y después al mismo recipiente le ponen el almíbar.
En general la preparación varia dependiendo de las personas, la base siempre es la misma.

## Consumo
Antiguamente era una tradición de los hogares tener a temperatura ambiente un enguindado, el cual generalmente se consumía como aperitivo o bajativo. Con el paso del tiempo esta tradición se ha ido perdiendo y ya no es muy común ver este licor en los hogares. 
En la actualidad ya no es necesario preparar el enguindado, debido a que se puede comprar. 

## Cultura popular
- Olga Primera Montini, interpretada por Delfina Guzmán, en la teleserie chilena "El circo de las Montini" era conocida por tomar un cortito de enguindado.
- Adela Gaete, interpretada por Delfina Guzmán, en la teleserie chilena "Romané", se le ve tomar un bajativo de enguindado.
- Mercedes Moller, interpretada por Soledad Cruz y Barbara Román, interpretada por María José Bello, de la teleserie chilena “Perdona nuestros pecados” se les ve consumir enguindado.